# Trofeu Illes Balears
El Trofeu Illes Balears és un torneig de futbol que se celebra des del 2004 i que enfronta els millors equips de les Illes. En principi es pensà que hi participés l'equip de més nivell de cada illa, però com que Formentera no té cap equip en categoria nacional, l'illa de Mallorca aporta els seus dos millors equips.

## I Trofeu Illes Balears (2004)
Els equips que varen participar en aquesta edició foren el RCD Mallorca i el Santanyí, en representació de Mallorca; el Sporting Mahonés, de Menorca; i la Penya Esportiva Santa Eulària, en representació de l'illa d'Eivissa.

### Semifinals
Les semifinals es disputaren el dia 29 de maig de 2004.
| Partit                                | Resultat | Camp |
| ------------------------------------- | -------- | ---- |
| R.C.D. Mallorca - Santanyí            | 4-0      |      |
| P.E. Santa Eulàlia - Sporting Mahonés | 4-0      |      |

### Final
La final es disputà el 30 de maig de 2004.
| Partit                               | Resultat | Camp |
| ------------------------------------ | -------- | ---- |
| R.C.D. Mallorca - P.E. Santa Eulàlia | 2-0      |      |

2005
La final de la II edició va ser Penya Esportiva Santa Eulàlia - Manacor 1-0

## III Trofeu Illes Balears (2006)
Els equips que varen participar en aquesta edició foren el RCD Mallorca i el Ferriolense, en representació de Mallorca; el Ciutadella, de Menorca; i la Penya Esportiva Santa Eulària, en representació de l'illa d'Eivissa.

### Semifinals
| Partit                   | Resultat | Camp |
| ------------------------ | -------- | ---- |
| Penya - Mallorca         | 2-1      |      |
| Ferriolense - Ciutadella | 4-0      |      |

### Final
La final es disputà el 3 de setembre de 2006.
| Partit                        | Resultat | Camp |
| ----------------------------- | -------- | ---- |
| Penya Esportiva - Ferriolense | 0-1      |      |

## IV Trofeu Illes Balears (2007)
La IV edició del Trofeu se celebrà a Eivissa. Els equips que varen participar en aquesta edició foren el RCD Mallorca i el Poblense, en representació de Mallorca; el Sporting Mahonés, de Menorca i l'Eivissa, en representació de l'illa d'Eivissa.

### Semifinals
Les semifinals es disputaren el dia 9 d'octubre de 2007.
| Partit                          | Resultat | Camp       |
| ------------------------------- | -------- | ---------- |
| Eivissa - Poblense              | 1-0      | Can Misses |
| RCD Mallorca - Sporting Mahonés | 2-1      | Can Misses |

### Final
La final es disputà el 10 d'octubre de 2007.
| Partit                 | Resultat | Camp       |
| ---------------------- | -------- | ---------- |
| Eivissa - RCD Mallorca | 4-1      | Can Misses |

## V Trofeu Illes Balears (2008)
La V edició del Trofeu se celebrà a Maó. Els equips que varen participar en aquesta edició foren el RCD Mallorca i l'Atlètic Balears, en representació de Mallorca; el Sporting Maonès, de Menorca i el Penya Esportiva Santa Eulària, en representació de l'illa d'Eivissa.

### Semifinals
Les semifinals es disputaren el dia 8 d'octubre de 2008.
| Partit                                          | Resultat | Camp                       |
| ----------------------------------------------- | -------- | -------------------------- |
| Sporting Maonès - Penya Esportiva Santa Eulària | 1-0      | Camp Municipal de Bintaufa |
| RCD Mallorca - Atlètic Balears                  | 4-2      | Camp Municipal de Bintaufa |

### Final
La final es disputà el 9 d'octubre de 2008.
| Partit                         | Resultat                                     | Camp                       |
| ------------------------------ | -------------------------------------------- | -------------------------- |
| Sporting Maonès - RCD Mallorca | 1-1 (Sporting Maonès guanyà als penalts 4-2) | Camp Municipal de Bintaufa |

## Palmarès
- 1 títol
  - RCD Mallorca 2004
  - Penya Esportiva 2005
  - Ferriolense 2006
  - Eivissa 2007
  - Sporting Maonès 2008